# Chucky Atkins
Kenneth Lavon "Chucky" Atkins (Orlando, Florida, 14. kolovoza 1974.) je bivši američki profesionalni košarkaš, a igrao je na poziciji razigravača. Prijavio se na NBA draft 1997., ali nije bio izabran od strane nijedne momčadi.

## Europa i NBA
Nakon završetka sveučilišta, Atkins se prijavio na NBA draft 1997., ali bez većeg uspjeha jer ga niti jedna momčad nije odabrala. Nakon tog neuspjeha, odlučio se okušati u Europi te 1997. godine potpisuje za KK Cibonu. U Ciboni se zadržao sve do 1999. godine te nakon toga odlazi u NBA momčad Orlando Magica. U svojoj rookie sezoni prosječno je postizao 9.5 poena i 3.7 asistencije, ali to mu nije previše pomoglo da ostane na Floridi. Ubrzo je preselio u momčad Detroit Pistonsa u zamjeni koja je Granta Hilla odvela upravo u Orlando. U dresu Pistonsa igrao je četiri sezone, te je sredinom sezone 2003./04. mijenjan u Boston Celticse. Krajem sezone 2003./04. Atkins je, kao dio velike zamjene koja je odvela Paytona u Celticse, mijenjan u Los Angeles Lakerse. U sezoni 2004./05. Atkins je startao u svih 82 utakmice te je prosječno postizao 13.6 poena, 2.4 skokova i 4.4 asistencija. 
Po završetku sezone 2004./05. Atkins je mijenjan u Washington Wizardse zajedno s Caronom Butlerom u zamjenu za Kwamea Browna i Larona Profita. 18. siječnja 2006. uprava Wizardsa otkupila je ostatak Atkinsova ugovora te je Atkins otpušten. Kao slobodan igrač, Atkins je 23. siječnja 2006. potpisao za Memphis Grizzliese kao zamjena za ozlijeđenog Damona Stoudamirea. Atkins je ubrzo otpušten, te je u srpnju 2007. potpisao za Denver Nuggetse. U sezoni 2007./08. Atkins je imao velkih problema s bruhom te je zbog toga ostvario samo 24 nastupa. 7. siječnja 2009. Atkins je mijenjan u Oklahoma City Thundere zajedno s izborom prvog kruga na NBA draftu 2009. i novcem u zamjenu za Johana Petru i izbor drugog kruga na NBA draftu 2009. godine. 27. srpnja 2009. Atkins je ponovno mijenjan, ali ovaj puta u Minnesota Timberwolvese. Zajedno s Atkinsom, u Minnesotu, je preselio i Damien Wilkins dok je u Oklahomu City preselio Etana Thomasa i dva buduća izbora drugog kruga na draftu. 22. rujna 2009. Atkins je otpušten od strane 'Wolvesa, a tjedan dana kasnije potpisao je negarantirani ugovor s Detroit Pistonsima.

## NBA statistike

### Regularni dio
| Godina    | Klub          | Odig. uta. | Uta. poč. | Min. | 2P%  | 3P%  | Sl. bac.% | Skok. | Asist. | Ukr. lop. | Blok. | Poena |
| --------- | ------------- | ---------- | --------- | ---- | ---- | ---- | --------- | ----- | ------ | --------- | ----- | ----- |
| 1999./00. | Orlando       | 82         | 0         | 19.8 | .424 | .350 | .729      | 1.5   | 3.7    | .6        | .0    | 9.5   |
| 2000./01. | Detroit       | 81         | 75        | 29.2 | .399 | .357 | .692      | 2.1   | 4.1    | .8        | .1    | 12.0  |
| 2001./02. | Detroit       | 79         | 62        | 28.9 | .466 | .411 | .692      | 2.0   | 3.3    | .9        | .1    | 12.1  |
| 2002./03. | Detroit       | 65         | 7         | 21.5 | .361 | .355 | .816      | 1.5   | 2.7    | .4        | .1    | 7.1   |
| 2003./04. | Detroit       | 40         | 0         | 18.8 | .374 | .323 | .721      | 1.2   | 2.4    | .5        | .0    | 6.2   |
| 2003./04. | Boston        | 24         | 24        | 33.0 | .418 | .351 | .778      | 1.9   | 5.3    | 1.1       | .0    | 12.0  |
| 2004./05. | L.A. Lakers   | 82         | 82        | 35.4 | .426 | .387 | .803      | 2.4   | 4.4    | .9        | .0    | 13.6  |
| 2005./06. | Washington    | 28         | 2         | 19.7 | .379 | .359 | .710      | 1.6   | 2.5    | .5        | .0    | 6.7   |
| 2005./06. | Memphis       | 43         | 39        | 27.0 | .401 | .352 | .811      | 1.7   | 3.0    | .7        | .1    | 11.4  |
| 2006./07. | Memphis       | 75         | 23        | 27.5 | .434 | .379 | .810      | 1.9   | 4.6    | .7        | .1    | 13.2  |
| 2007./08. | Denver        | 24         | 0         | 14.7 | .344 | .316 | .444      | 1.3   | 2.0    | .4        | .0    | 4.7   |
| 2008./09. | Denver        | 14         | 0         | 8.2  | .333 | .294 | 1.000     | .4    | 2.0    | .1        | .1    | 1.9   |
| 2008./09. | Oklahoma City | 18         | 0         | 16.6 | .291 | .250 | .917      | 1.0   | 1.7    | .4        | .1    | 3.9   |
| 2009./10. | Detroit       | 40         | 11        | 16.1 | .363 | .301 | .926      | .7    | 2.3    | .4        | .0    | 4.0   |
| Ukupno    |               | 696        | 325       | 24.9 | .412 | .364 | .772      | 1.7   | 3.4    | .7        | .0    | 9.9   |

### Doigravanje
| Godina    | Klub    | Odig. uta. | Uta. poč. | Min. | 2P%  | 3P%  | Sl. bac.% | Skok. | Asist. | Ukr. lop. | Blok. | Poena |
| --------- | ------- | ---------- | --------- | ---- | ---- | ---- | --------- | ----- | ------ | --------- | ----- | ----- |
| 2001./02. | Detroit | 10         | 10        | 29.4 | .364 | .359 | .765      | 2.4   | 3.4    | .6        | .1    | 11.3  |
| 2002./03. | Detroit | 17         | 3         | 18.4 | .352 | .367 | .808      | 1.2   | 1.5    | 1.0       | .0    | 6.1   |
| 2003./04. | Boston  | 4          | 4         | 33.3 | .436 | .300 | .895      | 3.5   | 3.8    | .8        | .0    | 13.5  |
| 2005./06. | Memphis | 4          | 4         | 25.8 | .405 | .364 | .625      | .8    | 3.0    | .5        | .0    | 9.8   |
| 2007./08. | Denver  | 1          | 0         | 3.0  | .000 | .000 | .000      | 1.0   | .0     | .0        | .0    | .0    |
| Ukupno    |         | 36         | 21        | 23.5 | .374 | .355 | .800      | 1.7   | 2.4    | .8        | .0    | 8.6   |

## Vanjske poveznice
- Profil na NBA.com
- Profil na Basketball-Reference.com